# مسرح أكاديمية دولة أذربيجان للأوبرا والباليه
مسرح أكاديمية دولة أذربيجان للأوبرا والباليه (بالأذرية - Azərbaycan Dövlət Akademik Opera və Balet Teatrı) هو أكبر مسرح موسيقي في الدولة.

## تاريخه
استعمر المسرح في المبني الذي إنشاء بين عامين 1910-1911.
بحيث، كانت حاضرا مبنى المسرح التي انشأت على اليد المعمار المشهور، نيكولاي بايف، خلال 10 أشهر فقط – بين عامين (1910-1911).
تأسست كمسرح دولي متحد في عام 1920. مسرح أكاديمية دولة أذربيجان للأوبرا والباليه الذي كان أكبر مسرح موسيقي في الدولة منذ عام 1920. حتى يومنا في هذا المبنى الجميل.
سمى المسرح بآسم ميرزا فتالي أخوندوف، قي عام 1928, وسمى مسرح أكاديمية دولة أذربيجان للأوبرا والباليه منذ عام 1959.

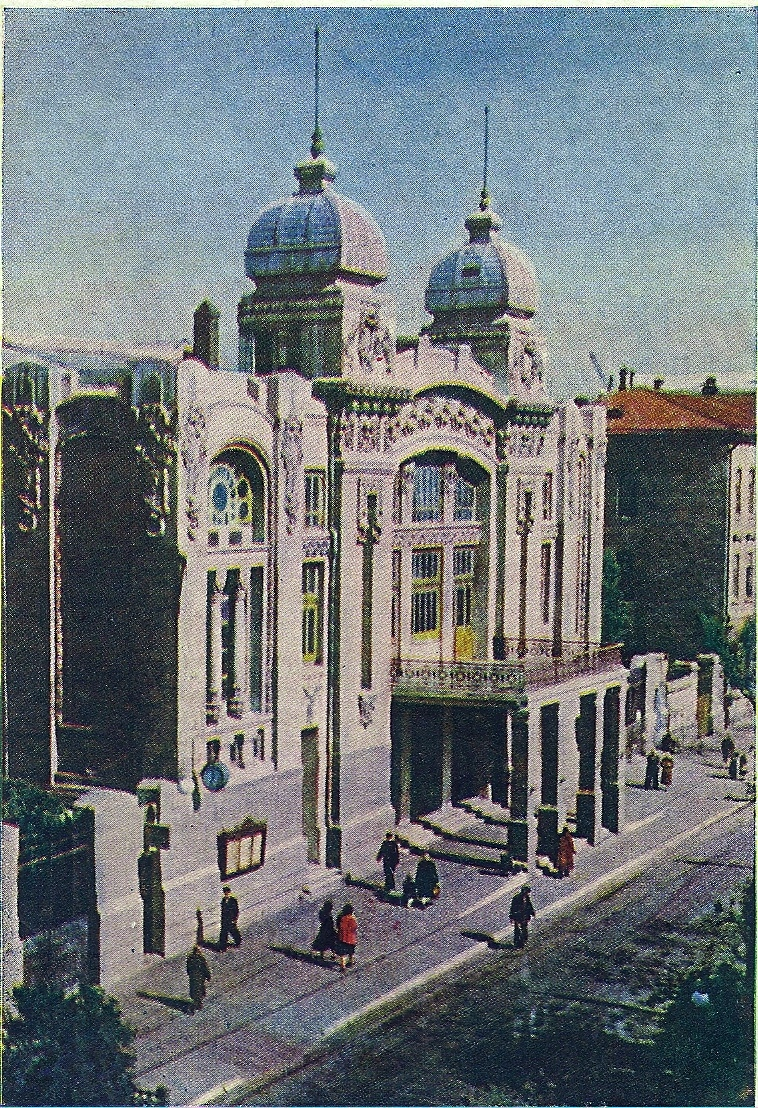
رؤية بناية المسرح في عام 1954

## فعاليته
في السنوات الأولى، تم قدم على المسرح الأوبرا «ليلي ومجنون» لأوزير هاجيوف، والأوبرا «شاه إسماعيل»،مسلم ماقوماييف، والأوبرا «أشوغ غريب» لزولفوكار حاجيبايوف، الباليه - «طوسكة», كارمين», «فوست», «عائدة», «بحيرة».
بين عامين 1924-1925 تم قدم أوبرا «ليلي ومجنون» لأوزير حاجيبيلي، الأوبرا «شاه إسماعيل» لمسلم ماقوماييف، «ارشين مال الآن», لزلفوكار حاجيبايوف، عام 1925.
في عام 1940 كان هناك حادث فني في تاريخ المسرح، أظهرت الباليه الآذربيجاني على المسرح لأول مرة.
أقيم الباليه الأذربيجاني الأولى «برج العذراء» على المسرح، عام 1940.
و تضم القاعة التعارض لمسرح 1281 شخصا.
منح المسرح وسام لينين في عام 1938.

## فرقة المسرح
منذ عام 1924, الفرقة الأوبرا تفرقت من هذا المسرح وتعامل مسرح الأوبرا والباليه المستقل (مع قسمين أذربيجانية وروسية).
تم اختيار فرقة الباليه والأوبرا في المسرح كجماعية مستقلة، عام 1925.
و تجمع الأفضل الحرفيين لمسرح الموسيقية الأذربيجانية في هذه الجماعية:
بولبول، حوسينقولو صاربسكي، هاجيبابابيوف حسيناغا، شوفكات مامادوف، فاطمه موختاروفا، حقيقات ريظاييفا، باغيروف م. ت.
تألف فرقة المسرح من مغنين - فنانين شعبيين اتحاد الجمهوريات الاشتراكية السوفيتية في عام 1960:
```
بولبول
، رشيد بحبودوف، 
شوكات علاكباروفا
، قائد اركسترا 
نيازي
 تغيزاده- حاجيبايوف.
```

وكان المخرج الرئيسي للمسرح الفنان الشعبي في اتحاد الجمهوريات الاشتراكية السوفيتية أذربيجانية، محدي ممادوف.

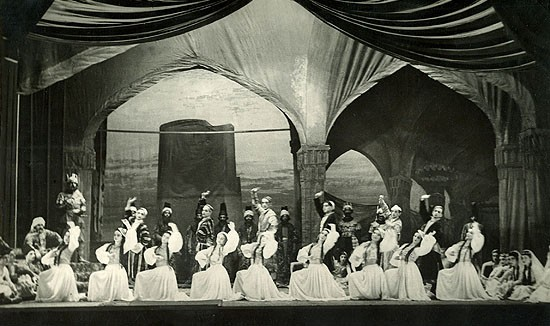
باليه << برج العذراء>>, عام 1940

## الأفراد

### قادة اركسترا
- عبدالاييف كمال جان-باخيش أوغلو
- بادلبيلي أفراسياب بادالباي أوغلو
- مسلم ماقوماييف عبد الحسين أوغلو
- لأوزير هاجيوف، عبد الحسين أوغلو
- أربينين - بافلوف، الكسندر فاسيليفيج
- نيازي تغيزاده- حاجيبايوف ظولفوقار أوغلو

### المخرجون

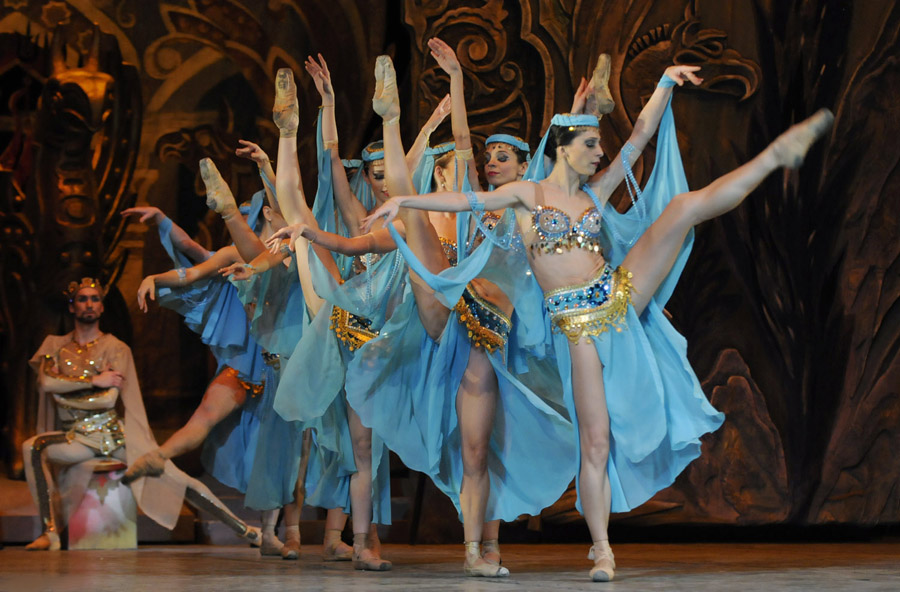
ياليه <<سبعة اجمل>> على مسرح أكاديمية دولة أذربيجان للأوبرا والباليه، عام 2011

- شريفزاده عباس-ميرزا، راسول أوغلو
- شمسي بدالبايلي، بدال أوغلو
- عادل إسكانداروف، ريزا أوغلو

## الأوبرا
- شاحسنام، رينولد كليريو، عام 1927
- ناركيز، مسلم ماقوماييف، عام 1935
- كوروغلو،لأوزير هاجيوف، عام 1937
- خسرو وشيرين، نيازي تغيزاده- حاجيبايوف، عام 1942
- وطان، قار قاراييف وجودت حجييف، عام 1945
- نظامي، افراسياب بدلبيلي، عام 1948
- سويل، فكرت عميروف، 1953
- برج العذراء، افراسياب بدلبيلي، عام 1904
- سبعة أجمل،قار قاراييف، عام 1952[5]
- بطريقة البرق، قار قاراييف، عام 1961
- أسطورة الحب، عارف مليكوف، عام 1962